# El club
Pour plus de détails, voir Fiche technique et Distribution.
El club est un film chilien réalisé par Pablo Larraín, sorti en 2015 et dont le scénario est inspiré d'une histoire réelle.
Le film est sélectionné, en compétition, au 65e Festival international du film de Berlin en 2015 où il reçoit le Grand prix du jury.
Le film est inspiré par l'histoire vraie des maisons de prière et de repentance, dans laquelle l'Église chilienne cachait discrètement aux yeux du monde et de la justice ses prêtres compromis dans des crimes et suspendus d'exercer leur ministère.

## Synopsis
Quatre prêtres catholiques retraités partagent une maison isolée dans une petite ville chilienne en bord de mer, encadrés par une religieuse. Les quatre hommes y purgent discrètement leurs péchés et crimes (allant de la maltraitance d'enfants au vol de bébé). Leur routine est perturbée par un cinquième homme, pédophile qui leur fait revivre le passé, qu'ils pensaient avoir laissé derrière eux.
La fragile stabilité qui avait réussi à s'établir va rapidement se briser après une série de sombres événements qui provoquent l'arrivée d'un sixième prêtre qui va enquêter sur ce qui se passe dans la maison.

## Fiche technique
- Titre : El club
- Réalisation : Pablo Larraín
- Scénario : Guillermo Calderón, Daniel Villalobos, Pablo Larrain
- Musique : Carlos Cabezas
- Photographie : Sergio Armstrong
- Montage : Sebastián Sepúlveda
- Son : Miguel Hormazàbal
- Décors et costumes : Estefanía Larraín
- Production : Juan de Dios Larraín, Pablo Larrain
- Pays :  Chili
- Genre : drame
- Langue : espagnol
- Durée : 98 minutes
- Dates de sortie :
  -  Allemagne : 9 février 2015 (Berlinale 2015)
  -  Chili : 28 mai 2015
  -  France : 18 novembre 2015

## Distribution
- Roberto Farías (VF : Félicien Juttner) : Sandokan
- Antonia Zegers (VF : Catherine Le Hénan) : Madre Mónica
- Alfredo Castro (VF : Jean-François Stévenin) : père Vidal
- Alejandro Goic (VF : Bruno Abraham-Kremer) : père Ortega
- Alejandro Sieveking (VF : Thierry Bosc) : père Ramírez
- Jaime Vadell (VF : Georges Claisse) : père Silva
- Marcelo Alonso (VF : Arnaud Bedouët) : père García
- José Soza (VF : Jean-Louis Cassarino) : père Lazcano
- Francisco Reyes : père Alfonso
- Diego Muñoz  : surfeur n° 1
- Catalina Pulido : surfeuse
- Gonzalo Valenzuela : surfeur n° 2
- Paola Lattus
- Erto Pantoja
- Felipe Ríos

Source et légende : version française (VF) sur le site d'AlterEgo (la société de doublage)

## Distinctions
Récompenses
- Berlinale 2015 : Grand prix du jury

Nominations
- Golden Globes 2016 : meilleur film en langue étrangère